# ستيوارت هاو
ستيوارت هاو هو مغني أوبرا كندي، ولد في 19 يوليو 1967.